# 荨麻
蕁麻，又稱蕁麻是荨麻科荨麻属的一个种，分布于安徽、福建、甘肃、广西、贵州、河南、湖北、湖南、陕西、四川、云南、浙江以及越南。又名蝎子草、裂叶荨麻、白蛇麻、火麻等。